# Acartus subinermis
Acartus subinermis là một loài bọ cánh cứng trong họ Cerambycidae.